# Sakya Pandita
| Tibetische Bezeichnung                                                           |
| -------------------------------------------------------------------------------- |
| Tibetische Schrift: ས་སྐྱ་པཎྜི་ཏ་ཀུན་དགའ་རྒྱལ་མཚན་།                                     |
| Wylie-Transliteration: sa skya paṇḍita kun dga’ rgyal mtshan                     |
| Aussprache in IPA: [saca pantita kỹka cɛntsʰɛ̃]                                   |
| Offizielle Transkription der VRCh: Sa’gya Pandita Günga Gyaincain                |

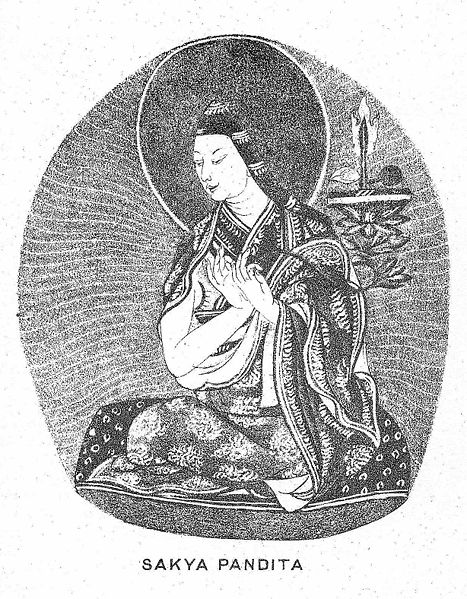
Sakya Pandita

| THDL-Transkription: Sakya Pandita Künga Gyeltsen                                 |
| Andere Schreibweisen: Sakya Pandita Kunga Gyaltsen                               |
| Chinesische Bezeichnung                                                          |
| Traditionell: 薩斯迦•班彌怛•功嘉監藏、 袞噶堅贊、普喜幢、慶喜幢                  |
| Vereinfacht: 萨斯迦•班弥怛•功嘉监藏、 衮噶坚赞、普喜幢、庆喜幢                   |
| Pinyin:Sàsījiā Bānmídá Gōngjiā Jiāncáng, Gǔngá Jiānzàn, Pǔxǐzhuàng, Qìngxǐzhuàng |

Sakya Pandita Künga Gyeltshen (geb. 1182 in Sakya Dzong; gest. 1251 in Liangzhou) oft nur „Sakya Pandita“ genannt, gehört zu den „Fünf Ehrwürdigen Meistern“, die als eigentliche Gründer der Sakya-Tradition des tibetischen Buddhismus angesehen werden. Zu diesen fünf Meistern zählen neben Sakya Pandita Sachen Künga Nyingpo, Sönam Tsemo, Dragpa Gyeltshen und Chögyel Phagpa.
Sakya Pandita war Schüler vieler Lehrer, darunter der fünfte Sakya Thridzin (Thronhalter der Sakya) Dragpa Gyeltshen und der Gelehrte Shakya Shri Bhadra (1127–1225) aus Kaschmir. Er wurde als einer der größten Gelehrten seiner Zeit bekannt und gilt als einer der größten Gelehrten des tibetischen Buddhismus überhaupt.
Zusammen mit dem indischen Gelehrten Shakya Shri Bhadra übersetzte er wichtige Texte zur Logik, die in den „neuen Schulen des Buddhismus in Tibet“ (Sarma) ein Standardwerk zu diesem Thema wurden. Auch seine Darlegungen zur „höchsten Sicht“ im Rahmen der Sakya-Lehren sind von großer Bedeutung. 
Er verfasste unter anderem das Werk Sa skya Legs bshad, eine äußert populäre Sammlung von Sprüchen für den Volksgebrauch.
Im Jahr 1247 reiste Sakya Pandita, der inzwischen sechster Sakya Thridzin geworden war, in Begleitung seines Neffen Chögyel Phagpa auf Einladung des Mongolenfürsten Godan Khan nach Lanzhou. Dort entwarf er eine Grammatik für die mongolische Sprache und begann, den Buddhismus im Land zu verbreiten. Seine Verbindung zu den Mongolen war für die politische Situation Tibets von großer Bedeutung. Kurz vor seinem Tod setzte er seinen Neffen Chögyel Phagpa zu seinem Nachfolger als Oberlama von Tibet ein; dieser wurde später von den Mongolen zum Vizekönig über Tibet ernannt. Sakya Pandita starb 1251 in Liangzhou (heute Wuwei in Gansu).